# Dorfkirche Locktow

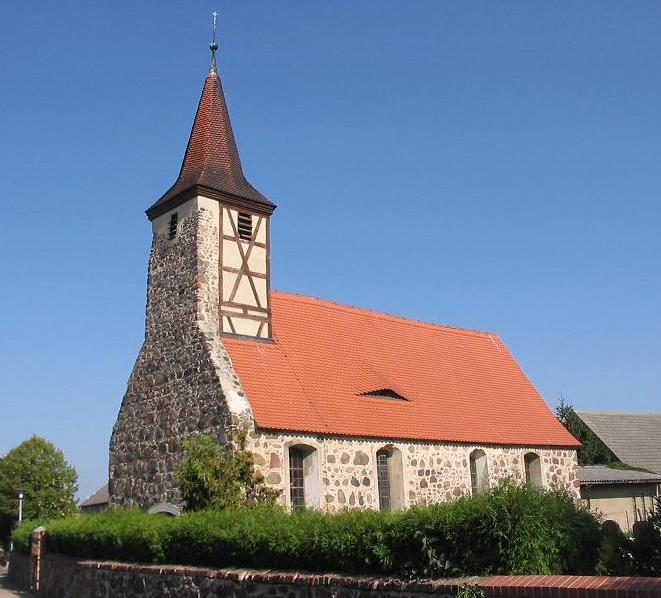
Dorfkirche Locktow

Die evangelische, denkmalgeschützte Dorfkirche Locktow steht in Locktow, einem Ortsteil der Gemeinde Planetal im Landkreis Potsdam-Mittelmark in Brandenburg. Die Kirchengemeinde gehört zum Kirchenkreis Mittelmark-Brandenburg der Evangelischen Kirche Berlin-Brandenburg-schlesische Oberlausitz.

## Beschreibung
Die Feldsteinkirche wurde am Anfang des 15. Jahrhunderts gebaut. Über dem Giebel im Westen des Langhauses wurde um 1835 ein quadratischer, mit einem achtseitigen Knickhelm bedeckter Dachturm aus Holzfachwerk mit einer Westwand aus Feldsteinen aufgesetzt, in dessen Glockenstuhl eine 1407 gegossenen Kirchenglocke hängt.
1846 wurde das Langhaus nach Osten verlängert und mit Emporen an drei Seiten ausgestattet. Zur Kirchenausstattung gehören ein Altarretabel aus der zweiten Hälfte des 17. Jahrhunderts, auf dem die Leidenswerkzeuge der Passion Jesu dargestellt sind, und eine um 1700 gebaute Kanzel, auf deren Brüstung Bilder über den Salvator mundi und der vier Evangelisten zu sehen sind. Bei der Restaurierung 1914/16 sind Wandmalereien aus dem ersten Viertel des 15. Jahrhunderts freigelegt worden. Die Orgel wurde 1848 von Gottfried Wilhelm Baer gebaut.